# Kalipuru
Kalipuru is een bestuurslaag in het regentschap Wonosobo van de provincie Midden-Java, Indonesië. Kalipuru telt 730 inwoners (volkstelling 2010).